# Rangsit
Rangsit (taj. รังสิต) – miasto w południowej Tajlandii w regionie Tajlandia Centralna, w prowincji Pathum Thani. W 2019 roku liczyło 85 260 mieszkańców.